# Mirage (Schulze)
Mirage is het achtste muziekalbum van de Duitse specialist op het gebied van elektronische muziek Klaus Schulze. Het is opgenomen in Frankfurt am Main en Hambühren. Het is het eerste album waar een lijst van toetsinstrumenten wordt genoemd, die gebruikt werden. Het album is opgedragen aan broer Hans Dieter Schulze. Schulze is alweer van platenlabel gewisseld; het album verscheen bij Island Records.

## Musici
- Klaus Schulze – elektronica

## Composities
1. Velvet Voyage (28:16)
  1. 1984
  2. Aeronef
  3. Eclipse
  4. Exvasion
  5. Lucid interspace
  6. Destination void
2. Crystal Lake (29:15)
  1. Xylotones
  2. Chromewaves
  3. Willowdreams
  4. Liquid mirrors
  5. Springdance
  6. A bientôt
3. In cosa crede chi non crede? (19:39)

In cosa crede chi non crede? (Waarin gelooft (hij) die niet gelooft? - eig.: Waarin gelooft die niet gelooft?) is een bonustrack op de geremasterde versie die in 2005 verscheen, en is een protoversie van Destination Void. Dat er ook weleens iets mis kan gaan bij het remasteren blijkt pas als het album opnieuw is uitgegeven: de eerste persing bevat een tik. Kopers van dat album konden hun exemplaar omruilen, maar dat werd niet altijd gedaan; men moest goed zoeken als men de fout wilde vinden, en zo’n tik op een cd is ook een unicum (verzamelaarsobject).